# Tibshelf
Tibshelf är en ort och civil parish i Storbritannien.   Den ligger i distriktet Bolsover i grevskapet Derbyshire i riksdelen England, i den södra delen av landet, 200 km norr om huvudstaden London. Tibshelf ligger 173 meter över havet och antalet invånare är 3 627.
Terrängen runt Tibshelf är platt. Runt Tibshelf är det tätbefolkat, med 982 invånare per kvadratkilometer. Närmaste större samhälle är Sutton in Ashfield, 5,7 km öster om Tibshelf. Trakten runt Tibshelf består till största delen av jordbruksmark.